# Nome
Nome (do latim nōmen, cuja raiz é comum a várias outras línguas indo-europeias, como o grego; [ὄνομα]) é - num sentido amplo na gramática e na linguística - qualquer palavra que siga a flexão nominal, ou seja, a declinação em contraposição à flexão verbal (ou conjugação). Portanto, não só substantivos, mas também adjetivos e, por vezes, as formas nominais dos verbos, podem ser considerados nomes.
No sentido restrito e no uso comum, o nome é um vocábulo ou locução que tem a função de designar uma pessoa, um animal, uma coisa ou um grupo de pessoas, animais e coisas.
Acredita-se que antes mesmo da invenção da escrita, os seres humanos já se faziam valer de imagens e sons para denominar coisas e seres, prática que remonta aos primórdios da história da humanidade. A evolução da linguagem permitiu que fossem criados nomes para designar conceitos abstratos tais como "tempo", "amor", "feudalismo" e "Deus", por exemplo.
A questão do nome como designador de um conceito universal tal qual "cavalo" para certas pessoas não é tão simples como parece. Em filosofia, a questão dos universais está na origem da querela entre nominalistas e realistas, havendo também os realistas moderados (a corrente do realismo moderado foi defendida por são Tomás de Aquino, chamado de Doutor Angélico, e é defendido pela Igreja Católica Apostólica Romana), que tiveram muita importância na Idade Média, embora sejam pouco conhecidos e divulgados devido ao preconceito para com a Idade Média.
De acordo com a semiótica, um nome é um signo em que o significante é a imagem acústica da palavra falada ou a representação gráfica da palavra escrita, e o significado é conceito do objeto ao qual esta palavra remete. Este signo pode atuar como símbolo (quando se refere a uma universalidade; ex.: "rei" --- todo e qualquer rei), como índice (quando se refere a um elemento ou indivíduo; ex.: "Luís XV" --- e não qualquer rei) e também como ícone (quando se refere a uma ideia geral; ex.: "coroa" --- ícone que indica o símbolo "rei"). A função semântica e sintática de um nome pode variar de acordo com o contexto.

## Gramática
Em gramática, o substantivo é o termo mais comum utilizado para se referir a nomes. No entanto, há casos em que um termo de outra classe gramatical é utilizado, podendo este termo ser um verbo, um adjetivo ou advérbio. Quando isto ocorre, dizemos que o termo sofreu uma substantivação.
Os nomes próprios de pessoa e de lugar são objeto de estudo da onomástica. Divide-se a onomástica em:
- antropônimos (português brasileiro) ou antropónimos (português europeu).
- Os nomes de lugar são denominados topônimos (português brasileiro) ou topónimos (português europeu).

## Das diversas espécies de nomes
Como visto, os nomes são aplicáveis aos seres humanos, aos demais seres vivos, às instituições, às coisas e aos conceitos abstratos. Vejam-se adiante algumas especificidades.

### Pessoas
Quando nos dirigimos a uma pessoa, o termo "nome" pode representar ou prenome, ou o sobrenome.
Em algumas situações (como, por exemplo, durante o preenchimento de formulários individuais), utiliza-se o nome completo, que é a composição do prenome seguido pelo sobrenome. Enquanto o prenome indica o indivíduo propriamente dito, o sobrenome indica a origem genealógica ou família à qual ele pertence.
A composição e o uso do nome das pessoas varia de acordo com a cultura e o idioma. No Brasil, por exemplo, é muito comum usar o prenome mesmo em ocasiões formais, enquanto que nas culturas orientais o sobrenome é mais comumente utilizado.

### Demais seres vivos
Além dos seres humanos, também recebem nomes os demais seres vivos. Enquanto o grupo social lhes confere um nome popular, a taxonomia trata de forjar um nome científico para cada espécie, tendo especial relevância para a biologia. É costume dar nomes aos animais individualmente, quando criados pelos seres humanos; sobretudo quando se trata de animais domésticos.

### Instituições
No âmbito comercial, o nome pode designar uma marca, um produto, um serviço, um evento, ou a própria instituição (empresa, associação etc). Neste último caso faz-se a distinção, em direito, entre os nomes que uma pessoa jurídica está habilitada a usar, quais sejam, o nome fantasia e a razão social. Esta faceta do nome interessa também a ramos do saber como o marketing e a publicidade.

### Locais
Utilizam-se nomes também para designar localidades, posições ou regiões no espaço.
O estudo dos topônimos é de especial interesse em ciências como a geografia e a astronomia, pois por exemplo um espaço público ou logradouro, um acidente geográfico e um astro são todos designados por nomes.

### Coisas, fatos e conceitos
Cabe lembrar que as coisas, os fatos e os conceitos abstratos também recebem nomes. Isto inclui desde as denominações mais corriqueiras, como "cadeira", até as mais esdrúxulas, como chamar o próprio carro de "trovão", passando pela designação de sentimentos difíceis de se explicar, como "amor".
Neste aspecto, há um interesse especial por parte da linguística, da antropologia cultural e da psicologia, pois a forma como nomeamos o universo à nossa volta traduz muito das características do indivíduo e do grupo. Cite-se como exemplo o fato de haver uma única palavra em português para designar "neve", enquanto que os esquimós dispõem de várias, visto que para eles é possível fazer tal distinção.
Outro exemplo conhecido é o da palavra "mamihlapinatapai", originária da Terra do Fogo, no extremo sul da América do Sul, e considerada como a mais sucinta do mundo. Ela é o nome de uma situação bastante complexa: "olhar trocado por duas pessoas em que cada uma espera que a outra inicie aquilo que nenhuma das duas tem coragem de iniciar".
A questão do nome como designador de um conceito universal não é tão simples quanto parece, pois por exemplo em filosofia a questão dos universais está na origem da querela entre nominalistas e realistas, tendo também os realistas moderados tido muita importância durante a Idade Média. ↑ 

## Filosofia
De acordo com a semiótica, um nome é um signo cujo significante é a imagem sonora da palavra falada (ou a representação gráfica da palavra escrita) e o significado é o conceito do objeto ao qual esta palavra remete.
Este signo pode atuar:
- Como símbolo, quando se refere a uma universalidade. Exemplo: "rei" = "todo e qualquer rei";
- Como índice, quando se refere a um elemento ou indivíduo. Exemplo: "Luís XV" {\displaystyle \neq } "qualquer rei"; ou
- Como ícone, quando se refere a uma ideia geral. Exemplo: "coroa" = "ícone que indica o símbolo rei".

Obviamente, a função semântica e sintática de um nome pode variar de acordo com o contexto.

### Linguística
- regência nominal
- toponímia

### Onomástica
- alcunha
- antroponímia
- nome religioso
- none postumo
- nome régio
- prenome
- sobrenome